# Fényes Mária
Fényes Mária (eredeti neve: Németh Mária; álneve: Mary Bright) (Miskolc/Harsány, 1918. augusztus 8./1918. szeptember 8. – Los Angeles, Kalifornia, USA, 2001. február 17.) magyar származású amerikai író, újságíró, szerkesztő.

## Életpályája
Miskolcon érettségizett. 1957-ben menekült el Magyarországról. 1959-ben kivándorolt az USA-ba; Los Angelesben telepedett le. A Pierce College-ban történelmet tanult. 1961-ben a Californiai Magyarság munkatársa lett, 1970-től szerkesztője és kiadója volt. 1971-ben megalapította a Californiai Magyar Írók Körét. 1972-től az Árpád Akadémia tagja volt. 1973-tól a Napnyugat szerkesztője volt.
Elbeszéléseket, regényeket, hírlapi cikkeket írt.

## Művei
- Örök ifjúság (élmények és elbeszélések, Los Angeles, 1969)
- Kacagó ária (humoreszkek és elbeszélések, Los Angeles, 1977)
- Átkozott szépség (regény; Mary Bright álnéven, Los Angeles, 1979, Budapest, 1990)
- A krőzus felesége (regény, Los Angeles, 1982)

## Díjai
- Árpád-ezüstérem (1970)[4]
- Árpád-aranyérem (1979)[4]